# Doris Younane
Doris Younane (ur. 25 lutego 1963 w Parramatta) – australijska aktorka telewizyjna i filmowa. Zadebiutowała na dużym ekranie w 1989 roku w dramacie Mortgage. Najbardziej znana z serialu popularnego także w Polsce – Córki McLeoda. Jest pochodzenia libańskiego.

## Wybrana filmografia

### Filmy
| Rok  | Tytuł filmu                    | Rola             |
| ---- | ------------------------------ | ---------------- |
| 1989 | Mortgage                       | Tina Dodd        |
| 1991 | Śmierć w Brunswick             | Carmel           |
| 1992 | Resistance                     | Rosa             |
| 1993 | The Heartbreak Kid             | Evdokia          |
| 1998 | Tajemnica domu przy Gantry Row | Penny            |
| 2003 | BlackJack                      | Christine Ormond |
| 2009 | The Combination                | Mary             |

### Seriale
| Rok       | Tytuł serialu         | Rola                        |
| --------- | --------------------- | --------------------------- |
| 1989-1996 | B.P.                  | Caroline Deacon (gościnnie) |
| 1990-1992 | I wszyscy razem       | Sue Jacobs (gościnnie)      |
| 1990-1992 | Ambasada              | Kaliani (gościnnie)         |
| 1994-1999 | Szkoła złamanych serc | Yola Fatoush                |
| 1996-2001 | Szczury wodne         | Pam Elliot (gościnnie)      |
| 1997-1999 | Tropem zbrodni        | Michelle Bazdan (gościnnie) |
| 2001-2009 | Córki McLeoda         | Moria Doyle                 |
| 1997-1999 | Dyplomata             | Jenny Basheer               |